# Marathon masculin aux Jeux olympiques d'été de 2000
Navigation
Atlanta 1996 Athènes 2004
L'épreuve du marathon masculin aux Jeux olympiques de 2000 s'est déroulée le 1er octobre 2000 dans les rues de Sydney, en Australie avec une arrivée au Stadium Australia.  Elle est remportée par l'Éthiopien Gezahegne Abera dans le temps de 2 h 10 min 11 s.

## Résultats

### Finale
| Rang               | Athlète                   | Pays                             | Temps           | Note |
| ------------------ | ------------------------- | -------------------------------- | --------------- | ---- |
| Médaille d'or      | Gezahegne Abera           | Éthiopie                         | 2 h 10 min 11 s |      |
| Médaille d'argent  | Erick Wainaina            | Kenya                            | 2 h 10 min 31 s |      |
| Médaille de bronze | Tesfaye Tola              | Éthiopie                         | 2 h 11 min 10 s | SB   |
| 4                  | Jon Brown                 | Royaume-Uni                      | 2 h 11 min 17 s |      |
| 5                  | Giacomo Leone             | Italie                           | 2 h 12 min 14 s | SB   |
| 6                  | Martín Fiz                | Espagne                          | 2 h 13 min 06 s |      |
| 7                  | Abdelkader El Mouaziz     | Maroc                            | 2 h 12 min 49 s |      |
| 8                  | Mohamed Ouaadi            | France                           | 2 h 14 min 04 s |      |
| 9                  | Tendai Chimusasa          | Zimbabwe                         | 2 h 14 min 19 s |      |
| 10                 | Steve Moneghetti          | Australie                        | 2 h 14 min 50 s |      |
| 11                 | António Pinto             | Portugal                         | 2 h 15 min 17 s |      |
| 12                 | Hendrick Ramaala          | Afrique du Sud                   | 2 h 16 min 19 s |      |
| 13                 | Kamiel Maase              | Pays-Bas                         | 2 h 16 min 24 s |      |
| 14                 | Silvio Guerra             | Équateur                         | 2 h 16 min 27 s |      |
| 15                 | Mathias Ntawulikura       | Rwanda                           | 2 h 16 min 39 s |      |
| 16                 | Thabiso Moqhali           | Lesotho                          | 2 h 16 min 43 s |      |
| 17                 | João N'Tyamba             | Angola                           | 2 h 16 min 43 s | NR   |
| 18                 | Domingos Castro           | Portugal                         | 2 h 16 min 52 s |      |
| 19                 | Keith Cullen              | Royaume-Uni                      | 2 h 16 min 59 s |      |
| 20                 | Josia Thugwane            | Afrique du Sud                   | 2 h 16 min 59 s |      |
| 21                 | Shinji Kawashima          | Japon                            | 2 h 17 min 21 s |      |
| 22                 | Simretu Alemayehu         | Éthiopie                         | 2 h 17 min 21 s |      |
| 23                 | Kamal Kohil               | Algérie                          | 2 h 17 min 46 s |      |
| 24                 | Lee Bong-Ju               | Corée du Sud                     | 2 h 17 min 57 s |      |
| 25                 | Greg van Hest             | Pays-Bas                         | 2 h 18 min 00 s |      |
| 26                 | Pavel Kokin               | Russie                           | 2 h 18 min 02 s |      |
| 27                 | Andrés Espinosa           | Mexique                          | 2 h 18 min 02 s |      |
| 28                 | Roderic De Highden        | Australie                        | 2 h 18 min 04 s |      |
| 29                 | Kim Jung-Won              | Corée du Nord                    | 2 h 18 min 04 s |      |
| 30                 | Kim Jong-chol             | Corée du Nord                    | 2 h 18 min 04 s |      |
| 31                 | Pamenos Ballantyne        | Saint-Vincent-et-les-Grenadines  | 2 h 19 min 08 s |      |
| 32                 | Ronnie Holassie           | Trinité-et-Tobago                | 2 h 19 min 24 s |      |
| 33                 | Michael Buchleitner       | Autriche                         | 2 h 19 min 26 s |      |
| 34                 | Dmitriy Kapitonov         | Russie                           | 2 h 19 min 38 s |      |
| 35                 | Pavel Loskutov            | Estonie                          | 2 h 19 min 41 s |      |
| 36                 | Viktor Röthlin            | Suisse                           | 2 h 20 min 06 s |      |
| 37                 | Michael Fietz             | Allemagne                        | 2 h 20 min 09 s |      |
| 38                 | Tahar Mansouri            | Tunisie                          | 2 h 20 min 33 s | SB   |
| 39                 | José Luis Molina          | Costa Rica                       | 2 h 20 min 37 s |      |
| 40                 | Carlos Tarazona           | Venezuela                        | 2 h 20 min 39 s |      |
| 41                 | Nobuyuki Sato             | Japon                            | 2 h 20 min 52 s | SB   |
| 42                 | Alberto Juzdado           | Espagne                          | 2 h 21 min 18 s |      |
| 43                 | Johannes Maremane         | Afrique du Sud                   | 2 h 21 min 25 s |      |
| 44                 | Bruce Deacon              | Canada                           | 2 h 21 min 38 s |      |
| 45                 | Chung Nam-Kyun            | Corée du Sud                     | 2 h 22 min 23 s |      |
| 46                 | Néstor García             | Uruguay                          | 2 h 22 min 30 s |      |
| 47                 | Ahmed Abdelmougod Soliman | Égypte                           | 2 h 22 min 47 s |      |
| 48                 | Luketz Swartbooi          | Namibie                          | 2 h 22 min 55 s |      |
| 49                 | Antoni Bernadó            | Andorre                          | 2 h 23 min 03 s |      |
| 50                 | Luís Novo                 | Portugal                         | 2 h 23 min 04 s |      |
| 51                 | Lucky Bhembe              | Swaziland                        | 2 h 23 min 08 s | PB   |
| 52                 | Boubker Elafoui           | Maroc                            | 2 h 23 min 53 s |      |
| 53                 | Abel Antón                | Espagne                          | 2 h 24 min 04 s |      |
| 54                 | Carsten Eich              | Allemagne                        | 2 h 24 min 11 s |      |
| 55                 | Valeriu Vlas              | Moldavie                         | 2 h 24 min 35 s |      |
| 56                 | Mark Steinle              | Royaume-Uni                      | 2 h 24 min 42 s |      |
| 57                 | Alex Malinga              | Ouganda                          | 2 h 24 min 53 s |      |
| 58                 | Oscar Cortínez            | Argentine                        | 2 h 25 min 01 s |      |
| 59                 | Kil Jae-Son               | Corée du Nord                    | 2 h 25 min 13 s |      |
| 60                 | Petko Stefanov            | Bulgarie                         | 2 h 26 min 24 s |      |
| 61                 | Zebedayo Bayo             | Tanzanie                         | 2 h 26 min 24 s |      |
| 62                 | Roman Kejžar              | Slovénie                         | 2 h 26 min 38 s |      |
| 63                 | Panayiotis Haramis        | Grèce                            | 2 h 26 min 55 s |      |
| 64                 | Benjamín Paredes          | Mexique                          | 2 h 27 min 17 s |      |
| 65                 | Baek Seung-Do             | Corée du Sud                     | 2 h 28 min 25 s |      |
| 66                 | Lee Troop                 | Australie                        | 2 h 29 min 32 s |      |
| 67                 | António Zeferino          | Cap-Vert                         | 2 h 29 min 46 s |      |
| 68                 | Sergey Zabavski           | Tadjikistan                      | 2 h 30 min 29 s |      |
| 69                 | Rod DeHaven               | États-Unis                       | 2 h 30 min 46 s |      |
| 70                 | Nazirdin Akylbekov        | Kirghizistan                     | 2 h 31 min 26 s |      |
| 71                 | Calisto da Costa          | Modèle:IOA                       | 2 h 33 min 11 s |      |
| 72                 | Marco Ivan Condori        | Bolivie                          | 2 h 34 min 11 s |      |
| 73                 | Sarath Prasanna Gamage    | Sri Lanka                        | 2 h 34 min 39 s |      |
| 74                 | Gian Luigi Macina         | Saint-Marin                      | 2 h 35 min 42 s |      |
| 75                 | Vanderlei Lima            | Brésil                           | 2 h 37 min 08 s |      |
| 76                 | Željko Petrović           | Bosnie-Herzégovine               | 2 h 38 min 29 s |      |
| 77                 | Tiyapo Maso               | Botswana                         | 2 h 38 min 53 s |      |
| 78                 | Ðuro Kodžo                | Bosnie-Herzégovine               | 2 h 39 min 14 s |      |
| 79                 | José Alejandro Semprún    | Venezuela                        | 3 h 00 min 02 s |      |
| 80                 | To Rithya                 | Cambodge                         | 3 h 03 min 56 s |      |
| 81                 | Elias Rodriguez           | États fédérés de Micronésie      | 3 h 09 min 14 s |      |
| Abandons           |                           |                                  |                 |      |
| —                  | Takayuki Inubushi         | Japon                            | DNF             |      |
| —                  | Kenneth Cheruiyot         | Kenya                            | DNF             |      |
| —                  | Willy Kalombo Mwenze      | République démocratique du Congo | DNF             |      |
| —                  | Abdellah Béhar            | France                           | DNF             |      |
| —                  | Stefano Baldini           | Italie                           | DNF             |      |
| —                  | Elijah Lagat              | Kenya                            | DNF             |      |
| —                  | Piotr Gładki              | Pologne                          | DNF             |      |
| —                  | Patrick Ndayisenga        | Burundi                          | DNF             |      |
| —                  | José Alirio Carrasco      | Colombie                         | DNF             |      |
| —                  | Angelo Peter Simon        | Tanzanie                         | DNF             |      |
| —                  | Róbert Štefko             | Slovaquie                        | DNF             |      |
| —                  | Osmiro Silva              | Brésil                           | DNF             |      |
| —                  | Rashid Jamal              | Qatar                            | DNF             |      |
| —                  | Adel Edeli                | Libye                            | DNF             |      |
| —                  | Éder Fialho               | Brésil                           | DNF             |      |
| —                  | Vincenzo Modica           | Italie                           | DNF             |      |
| —                  | Daher Gadid Omar          | Djibouti                         | DNF             |      |
| —                  | Richard Rodriguez         | Aruba                            | DNF             |      |
| —                  | Fokasi Wilbrod            | Tanzanie                         | DNF             |      |

## Légende
Records et Performances
- AR : Record continental (area record)
- CR : Record des championnats (championship record)
- MR : Record du meeting (meet record)
- NR : Record national (national record)
- OR : Record olympique (olympic record)
- PR : Record paralympique (paralympic record)
- PB : Record personnel (personal best)
- SB : Meilleure performance personnelle de la saison (season's best)
- WL : Meilleure performance mondiale de l'année (world leader)
- WJR : Record du monde junior (world junior record)
- WR : Record du monde (world record)

Circonstances et Conditions
- DNF : N'a pas terminé (did not finish)
- DNS : N'a pas pris le départ (did not start)
- DQ : Disqualification (disqualification)
- NM : Aucun essai valable enregistré (No Mark)
- Q : Qualifié « directement » au prochain tour (ou à la prochaine compétition), lors d'une compétition majeure, grâce au classement ou à la réalisation des minima (automatic qualifier)
- q : Qualifié au prochain tour (ou à la prochaine compétition), lors d'une compétition majeure, grâce au repêchage ou à la réalisation de l'une des meilleures performances parmi celles des « non qualifiés directement » (grâce au meilleur temps ou à la meilleure distance par exemple) (secondary qualifier)